# Eremophila glandulifera
Eremophila glandulifera är en flenörtsväxtart som beskrevs av Chinnock. Eremophila glandulifera ingår i släktet Eremophila och familjen flenörtsväxter. Inga underarter finns listade i Catalogue of Life.